# 埃里克·布里耶
埃里克·布里耶（法語：Éric Boullier，1973年11月9日—）是一名法国的一级方程式工程师和车队经理。自2014年赛季起主任麥拉倫-本田F1车队领队，2018年赛季中期辞职；此前他在2010年赛季至2013年赛季担任路特斯车队的领队。

## 生平
埃里克·布里耶毕业于高等科学技术学院。2003年初到DAMS担任管理和技术总监，之后他还继而负责A1大奖赛的法国队的运营工作。2008年，布里耶开始担任重力体育管理公司（Gravity Sport Management）的首席执行官，他曾负责董荷斌、热罗姆·丹布罗西奥等车手的经纪人运作。2009年，基尼资本收购了一级方程式的雷诺车队，作为重力体育管理的大股东同时也是基尼资本联合创始人的傑拉德·洛佩茲邀请布里耶担任车队的领队，2010年1月起，法国人开始担任雷诺车队的领队。2011年车队更名为路特斯雷诺车队，布里耶继续担任车队领队，直到2014年离开。2014年1月，他在罗恩·丹尼斯的邀请下加入迈凯伦车队担任车队赛事总监，2018年他从迈凯伦辞职。他曾是一级方程式车队协会的副会长。2019年2月，埃里克·布里耶进入法国大奖赛组委会担任战略及运营顾问；2020年1月，他被任命为法国大奖赛组委会执行总监。